# Fernanda Grecco
Fernanda Grecco (San Juan, Argentina, 13 de octubre de 1998) es una futbolista argentina que juega actualmente de  delantera en el Club Atlético Independiente de la Primera División A en Argentina.

## Trayectoria

### Clubes
Comenzó su carrera como futbolista en el club San Martín de San Juan en donde fue figura destacada del equipo y goleadora. Con su club se consagró campeona del Torneo Master Etapa Otoño 2018 de la Liga Sanjuanina de Fútbol siendo además la máxima goleadora del torneo con un récord de 56 goles. Ese mismo año obtendría el bicampeonato al conquistar también el Torneo Master Etapa Primavera 2018.
En 2019, con la profesionalización del fútbol femenino en Argentina pasó al Club Atlético Independiente en donde actualmente disputa el Torneo de Primera División A.

### Selección de San Juan
En 2018 integró la selección de la San Juan que participó en Mendoza del Campeonato Nacional Femenino de Equipos y Selecciones de Ligas, siendo una de las figuras destacadas de su equipo.

### Selección Argentina
En 2017 fue convocada a una preselección de la Selección femenina de Argentina y poco después a la Selección sub-20 que participó del Campeonato Sudamericano Femenino de Fútbol de 2018 en Ecuador, convirtiéndose en la primera mujer sanjuanina en representar la Selección Nacional en un Sudamericano.

## Palmarés
| Torneo                 | Liga                      | Título  | Equipo     | Año  |
| ---------------------- | ------------------------- | ------- | ---------- | ---- |
| Master Etapa Otoño     | Liga Sanjuanina de Fútbol | Campeón | San Martín | 2018 |
| Master Etapa Primavera | Liga Sanjuanina de Fútbol | Campeón | San Martín | 2018 |